# Agrobacterium rhizogenes
Agrobacterium rhizogenes – glebowa bakteria Gram-ujemna, pałeczkowata. U jabłoni wywołuje bakteryjną chorobę o nazwie włosowatość korzeni.
Agrobacterium rhizogenes ma wymiary 1-3 × 0,4-0,8 µm. Może się w wodzie poruszać za pomocą 1-9 rzęski ułożonych peritrichalnie. Żyje jako saprotrof w glebie, ale przez rany lub przetchlinki na korzeniach lub szyjce korzeniowej może wnikać do niektórych roślin z rodziny różowatych (Rosaceae). Rozwija się jako endobiont i pasożyt w ich tkankach wytwarzając metabolity, które powodują nadmierny wzrost (hipertrofię) lub nadmierny podział komórek (hiperplazję) żywicieli. U jabłoni skutkuje to wytwarzaniem narośli, dużej liczby cienkich korzeni i osłabieniem wzrostu i rozwoju drzewa.
Agrobacterium rhizogenes może być wykorzystana do tworzenia włośników w różnego rodzaju hodowlach roślin. Igłą zanurzoną w kulturze tej bakterii nakłuwa się tkankę roślin. Po pewnym czasie zaczyna ona tworzyć korzenie włośnikowe.